# Rosalinde Mynster
Rosalinde Mynster (Frederiksberg, 28 de setembro de 1990) é uma atriz dinamarquesa. É filha do casal de atores Karen-Lise Mynster e Søren Spanning. Mynster estreou no cinema aos 16 anos em Mundos Separados (2008) de Niels Arden Oplev, selecionado como candidato da Dinamarca para o Oscar de melhor filme estrangeiro. Em 2010 ela interpretou Thure Lindhardt na comédia A verdade sobre os homens, e em 2012 Natasha em O Amante da Rainha. Ela também estrelou a série dramática Badehotellet da TV 2 em 2014.

## Filmografia

### Filmes
| Ano  | Título             | Personagem |
| ---- | ------------------ | ---------- |
| 2008 | To Verdener        | Sara       |
| 2010 | Sandheden om mænd  | Julie      |
| 2012 | En kongelig affære | Marie      |
| 2017 | Underverden        | Lærke      |
| 2017 | Robin              | Robin      |

### Televisão
| Ano           | Título           | Personagem |
| ------------- | ---------------- | ---------- |
| 2013-presente | Badehotellet     | Fie        |
| 2016          | Den anden verden | Stedsøster |